# Letov Š-31

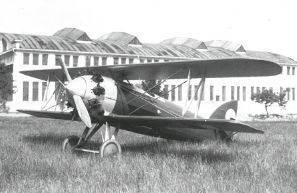
Š-20J, прототип Š-31

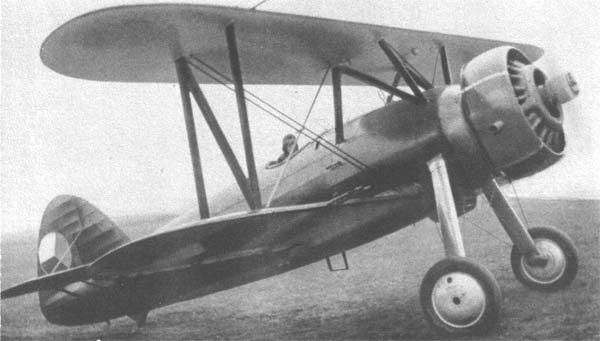
Letov Š-231

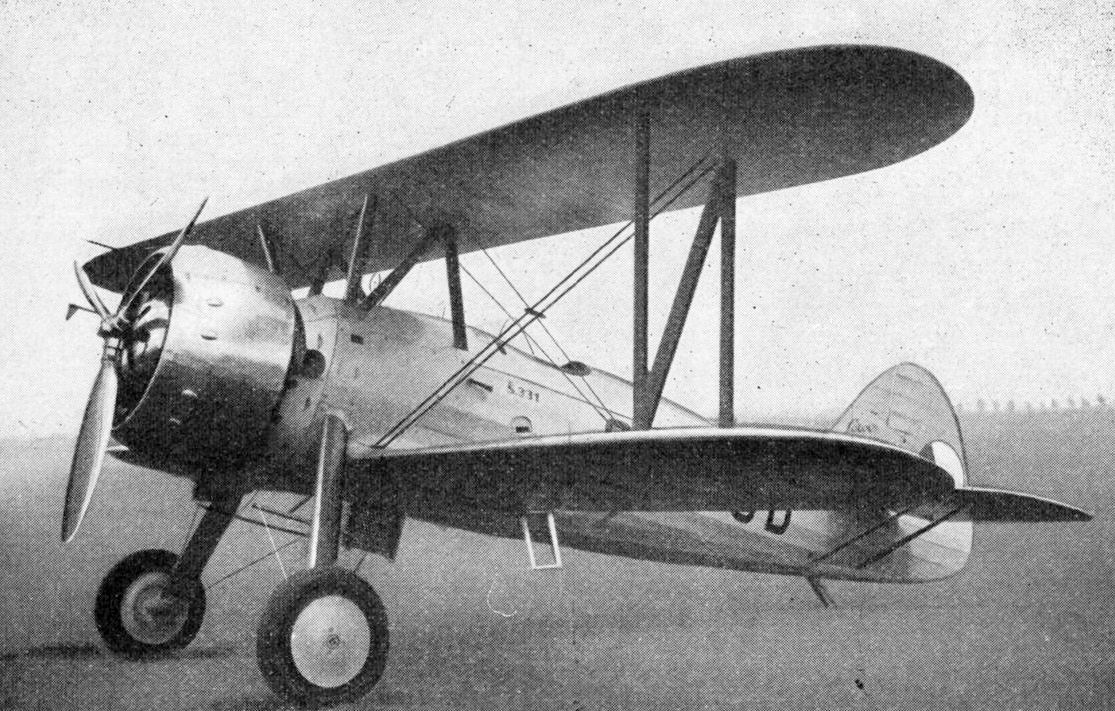
Фото Letov Š-331 из журнала Le Pontential Aérien Mondial, 1936 год

Letov Š-31 — чехословацкий истребитель, выпускавшийся в нескольких модификациях в начале 1930-х годов.

## История
Прототипом Š.31 был построенный в единственном экземпляре Š.20J, оснащённый вместо штатного Hispano-Suiza 8 двигателем Walter Jupiter. В ходе дальнейших разработок появились Š.31 и его последующие модификации, на которых, для улучшения лётных качеств устанавливались всё более мощные двигатели (от 480 до 680 л.с.). На установившем рекорд высоты (10650 м) Š.331 стоял 900-сильный мотор Walter K.14, но серийно этот самолёт не производился.
В 1931-32 гг ВВС Чехословакии получили 32 Š.31 (Š-31.5 — 31.36). Самолёты Š-31.1 и Š-31.2 с гражданскими номерами (L-BABI и L-BABL/OK-ABL) участвовали в демонстрационном турне на Балканах в Турции и Греции, а также в Эстонии, Латвии и Финляндии и Китае. Позже в ВВС поступили и Š.131. Они числились в составе техники 2-го авиаполка в Оломоуце, 6-го авиаполка в Праге-Кбелы и Военно-авиационного училища (VLU) в Простейове и служили  первой линии до середины 30-х годов, когда их заменили истребители Avia B-534.
К тому моменту истребители Š-31 с максимальной скоростью 254 км/ч были безнадёжно устаревшими, а их характеристики отставали от стандартов того времени (уже выпускались Avia BH-33, развивавшие 315 км/ч). Во время мюнхенского кризиса оставшиеся самолеты служили в учебных эскадрильях, а после создания Протектората Богемии и Моравии они были конфискованы Люфтваффе, но их практическое применение маловероятно.
Выведенные из первой линии более мощные Š.231 (22 из 24) и единственный Š.331 были проданы Республиканской Испании и участвовали в проходившей там гражданской войне. По крайней мере 3 машины пережили войну и достались националистам. Характеристики, показанные рекордным Š.331 и его дальнейшая судьба неизвестны.

## Модификации
- Š-20J или Š-20.115 — прототип (Letov Š-20 с мотором Jupiter IV, 1927 год). Серийно не производился.
- Š-31 – ранний тип, двигатель Bristol Jupiter производства компании Walter  (4 опытных и 32 либо 33 серийных самолёта)
- Š-131 – гоночная версия, двигатель Pratt & Whitney Hornet производства BMW  (3)
- Š-231 – серийная модификация, двигатель Bristol Mercury (лицензионный выпуск компании Walter, 24 экземпляра)
- Š-331 – двигатель Walter K.14 (1, продан в Испанию)
- Š-431 – двигатель Armstrong Siddeley Tiger (1)

## Эксплуатанты
Чехословакия
- ВВС Чехословакии

 Словацкая республика (1939—1945)
- ВВС Словакии

 Республиканская Испания
- Испанская республиканская авиация

 Испания
- ВВС Испании – бывшие республиканские.

## Тактико-технические характеристики (Š-231)

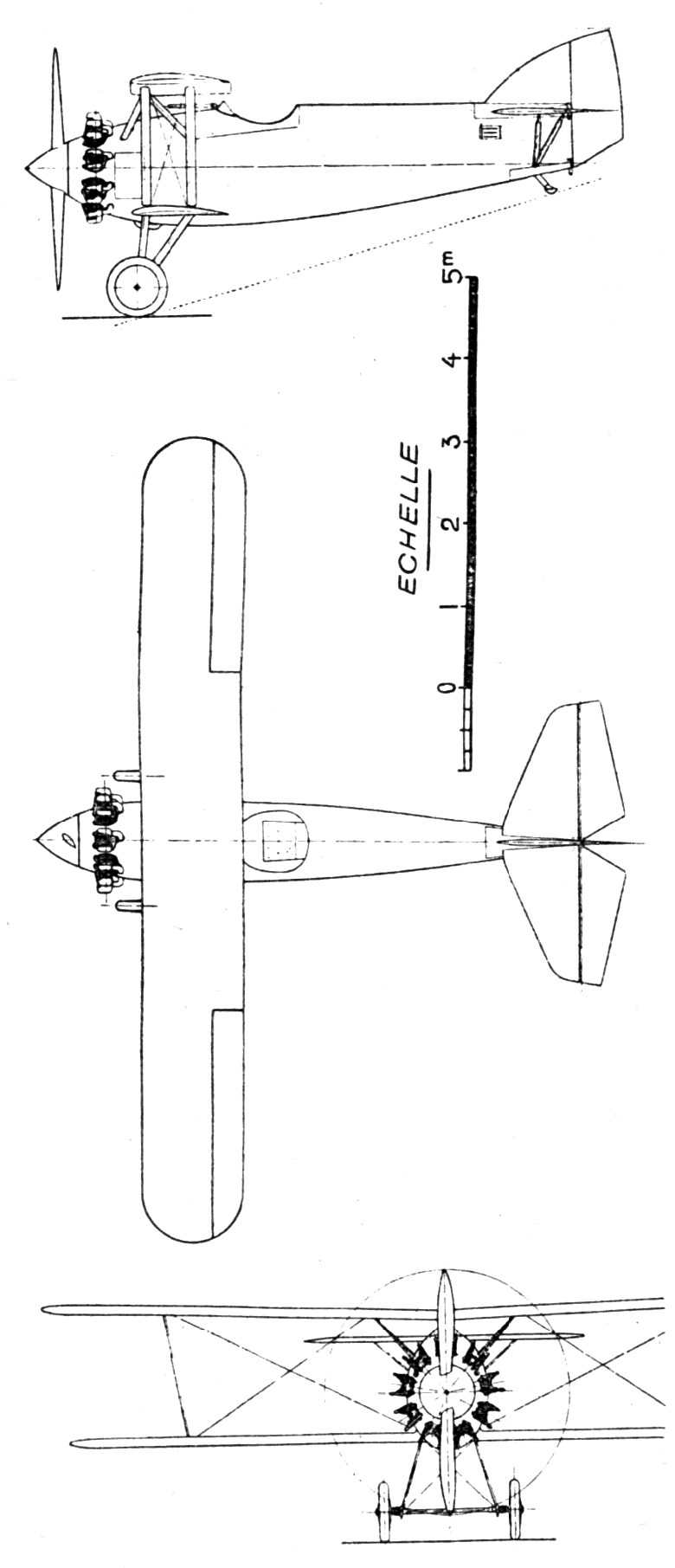
Схема Letov Š-31 из журнала L'Aérophile за декабрь 1929 года

Источник данных: Tschechoslowakische Flugzeuge : von 1918 bis heute, Jane's All the World's Aircraft 1934

Технические характеристики
- Экипаж: 1
- Длина: 7,85 м
- Размах крыла: 10,06 м
- Высота: 3 м
- Площадь крыла: 21,5 м² (обоих крыльев)
- Масса пустого: 1 243 кг
- Нормальная взлётная масса: 1 715 кг
- Масса топлива во внутренних баках: ? (200 л в основном баке в фюзеляже и 100 л в баке в центроплане)
- Силовая установка: 1 × 9-цилиндровый воздушного охлаждения Walter Mercur  V-S2
- Мощность двигателей: 1 × 553 л. с. (1 × 412 кВт)
- Воздушный винт: двухлопастный, фиксированного шага

Лётные характеристики
- Максимальная скорость:  
  - у земли: 300 км/ч
  - на высоте: 348 км/ч на 5 000 м
- Крейсерская скорость: 310 км/ч
- Практическая дальность: 450 км
- Практический потолок: 9 300 м
- Скороподъёмность: 5000 м за 8 минут 13 секунд
- Нагрузка на крыло: 82,5 кг/м²
- Тяговооружённость: 245 Вт/кг

Вооружение
- Стрелково-пушечное: 2 × 7,7-мм синхронных пулемёта Виккерс vzor 28 в фюзеляже (по 400 патронов), и по одному аналогичному под нижними крыльями; по другим данным пулемёты Vz. 30
- Бомбы: 6 × 10 кг бомбы на подвесках под нижними крыльями